# Šimon z Tišnova
Šimon z Tišnova (latinsky Symon Leonis de Tyssnow; 70. léta 14. století Tišnov – po 16. únoru 1432) byl moravský teolog a rektor Karlovy univerzity.

## Život

### Narození
Přesné datum narození Šimona z Tišnova není jisté. Historik Otakar Odložilík se domníval, že byl Šimon o trochu mladší než mistr Jan Hus, který se podle Františka Šmahela narodil počátkem sedmdesátých let 14. století. Karel Dobiáš usuzuje, že Šimon z Tišnova na svět přišel zřejmě na začátku sedmdesátých let 14. století. Šimon se narodil v Tišnově na Moravě, z latinské varianty jeho jména (Symon Leonis de Tyssnow) rovněž vyplývá, že se jeho otec nazýval Lev.

### Kariéra

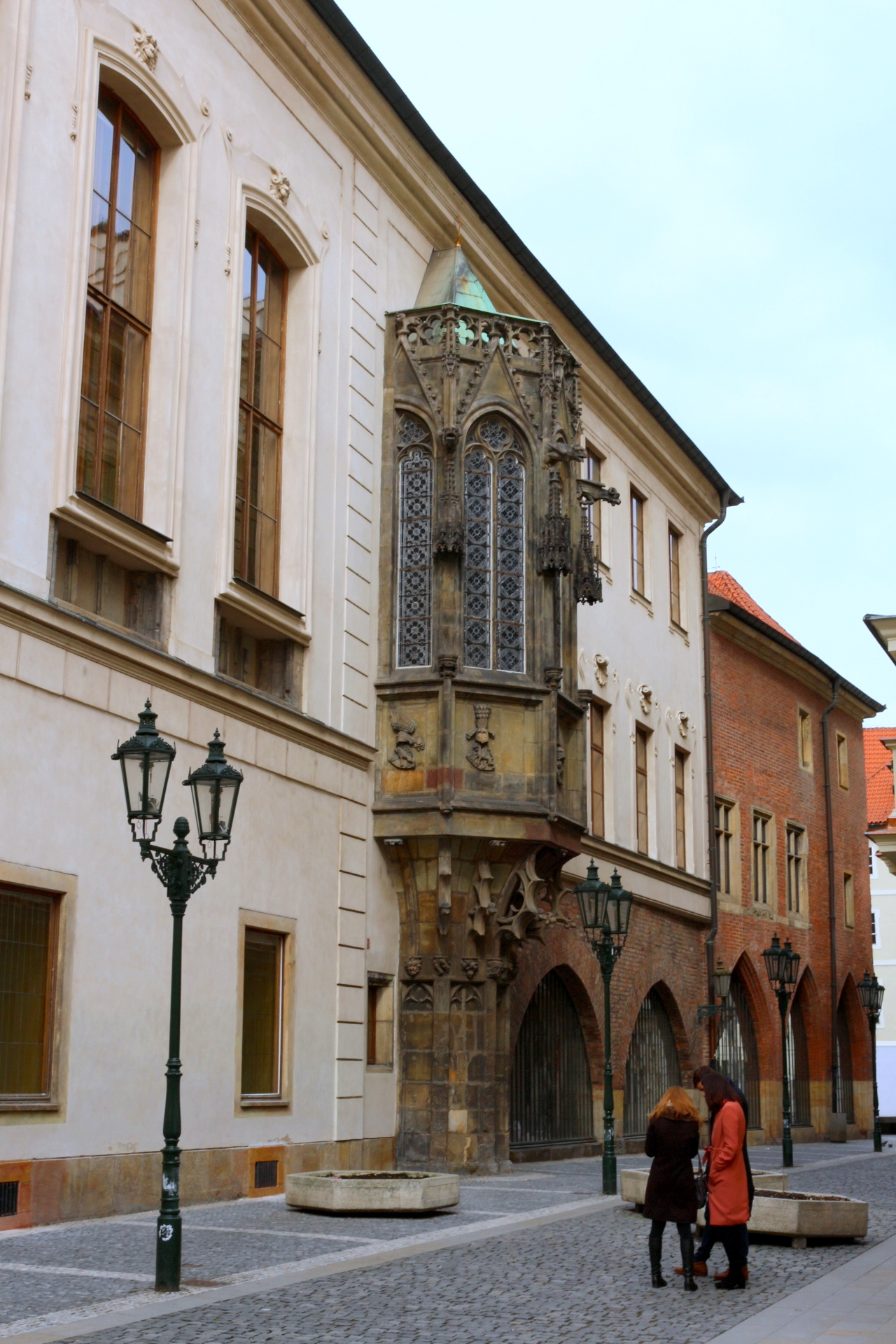
Historická budova Karolina s arkýřem Velké auly

Nejpravděpodobněji v 90. letech 14. století započal studium na pražské univerzitě, po letnicích roku 1395 získal titul bakaláře svobodných umění. O tři roky později, v roce 1398, se zapsal ke studiu na právnické fakultě Karlovy univerzity. Následujícího roku 1399 dosáhl titulu magistra svobodných umění. 18. září 1400 obdržel vysvěcení na podjáhna, příští rok (1401) byl 28. května již vysvěcen na jáhna. O rok později (1402) započal pobíral beneficium ve Velkém Meziříčí. 9. května 1409 byl jmenován děkanem artistické fakulty pražské univerzity. V roce 1410 se stal bakalářem teologie. Později v červnu téhož roku byl zvolen kvodlibetářem na další rok, avšak se této funkci chtěl vyhnout, proto se raději rozhodl uhradit pokutu. Téhož roku v červenci obhajoval spisy Jana Viklefa, jež byly odsouzeny pražským arcibiskupem Zbyňkem Zajícem z Hazmburka. K lednu 1411 je doložena jeho účast na kvodlibetní disputaci Jana Husa a byl zároveň zvolen rektorem Karlovy univerzity, následujícího roku (1412) v lednu se pravděpodobně zúčastnil i kvodlibetu Michala z Malenic. Roku 1413 byl vybrán jako kvodlibetář pro příští rok, ale v letech 1414–1415 nebyl kvodlibet uskutečněn, disputace s názvem „De quolibet“ právě pod vedením Šimona z Tišnova se uspořádala až v roce 1416 poté, co Šimon volbu kvodlibetářem přijal 26. září 1415. V roce 1416 se Šimon odebral patrně na Moravu, kde se ocitl ve sporu s Pavlem z Prahy, jehož podporoval Štěpán z Dolan. Naopak na stranu Šimonovu se přiklonil Jan Vavřincův z Račic. František Šmahel předpokládá, že se Šimon usadil na faře v Tovačově, kam ho povolal šlechtic Jan Tovačovský z Cimburka. K lednu 1417 je doložena účast Šimona z Tišnova na disputaci Prokopa z Kladrub.

### Závěr života
K létu roku 1417 je zaznamenána Šimonova přítomnost v Praze, jelikož je uveden jako účastník srpnové disputace toho roku. Mezitím se utvořila dvě husitská křídla: radikální a konzervativní, s nímž Šimon sympatizoval. Na přelomu let 1417–1418 se Šimon postavil proti radikálnímu mysliteli Jakoubkovi ze Stříbra, který prosazoval přijímání podobojí dětmi rázem po jejich křtu. Podle Jiřího Spěváčka se již roku 1418 odvrátil od husitských myšlenek a připojil se k protihusitskému táboru. Karel Dobiáš však soudí, že od husitského vyznání upustil na podzim roku 1419. Tentýž rok se zároveň uchýlil na Moravu, kde sepisoval protihusitské traktáty. Naposledy je Šimon z Tišnova zmiňován k 16. únoru roku 1432, když se zřekl beneficia v Jistebnici. Snad zanedlouho potom zemřel.

## Dílo (výběr)[12]
- Defensio libri Iohannis Wiclef De probationibus propositionum – latinsky (29. července 1410)
- Litterae publicae in defensionem M. Iohannis Hus (copia litere universitatis studii Pragensis de fama magistri Iohannis Hus) – latinsky (10. října 1411)
- Intimacio contra tractatulum De communione parvulorum M. Iacobelli – latinsky (1417–1418)
- Napomenutí (list) Čechům, aby se vrátili k poslušenství církve – česky (březen 1428)